# 德法混合旅
德法混合旅或法德混合旅（德語：Deutsch-Französische Brigade；法語：Brigade Franco-Allemande）是歐洲軍團的下轄旅級部隊，成立於1989年，由法國陸軍及德國陸軍共同派遣部隊組成。

## 歷史
德法混合旅在法國總統法蘭索瓦·密特朗及德國總理赫爾穆特·柯爾間的一場高峰會後定案成立，並於1987年正式成軍。混合旅於1989年10月2日才開始運作，並由法國的讓－皮埃爾·塞傑森將軍（Jean-Pierre Sengeisen）指揮。作為歐洲軍團的下級單位，德法混合旅目前分散駐紮於米爾海姆、梅斯、多瑙艾辛根、伊爾基爾克格拉方斯塔當、薩爾雷布爾以及伊門丁根等地。
2009年2月，混合旅宣布其下轄的一個德國營將遷移至靠近史特拉斯堡的伊爾基爾克格拉方斯塔當；而這也是繼第二次世界大戰的德軍佔領後首次有德軍單位駐紮於法國領土上。
2013年10月31日，法國宣布將於2014年撤離駐紮於多瑙艾辛根的第110步兵團，也就是自德國撤出1000名法軍人員。這將導致混合旅人數降至4000人左右，但也解決了兩國間有過多部隊駐紮於他國領土的疑慮；在法軍撤軍後，該國將僅有約500人的部隊駐紮於德國境內，反之亦然。

## 組織架構

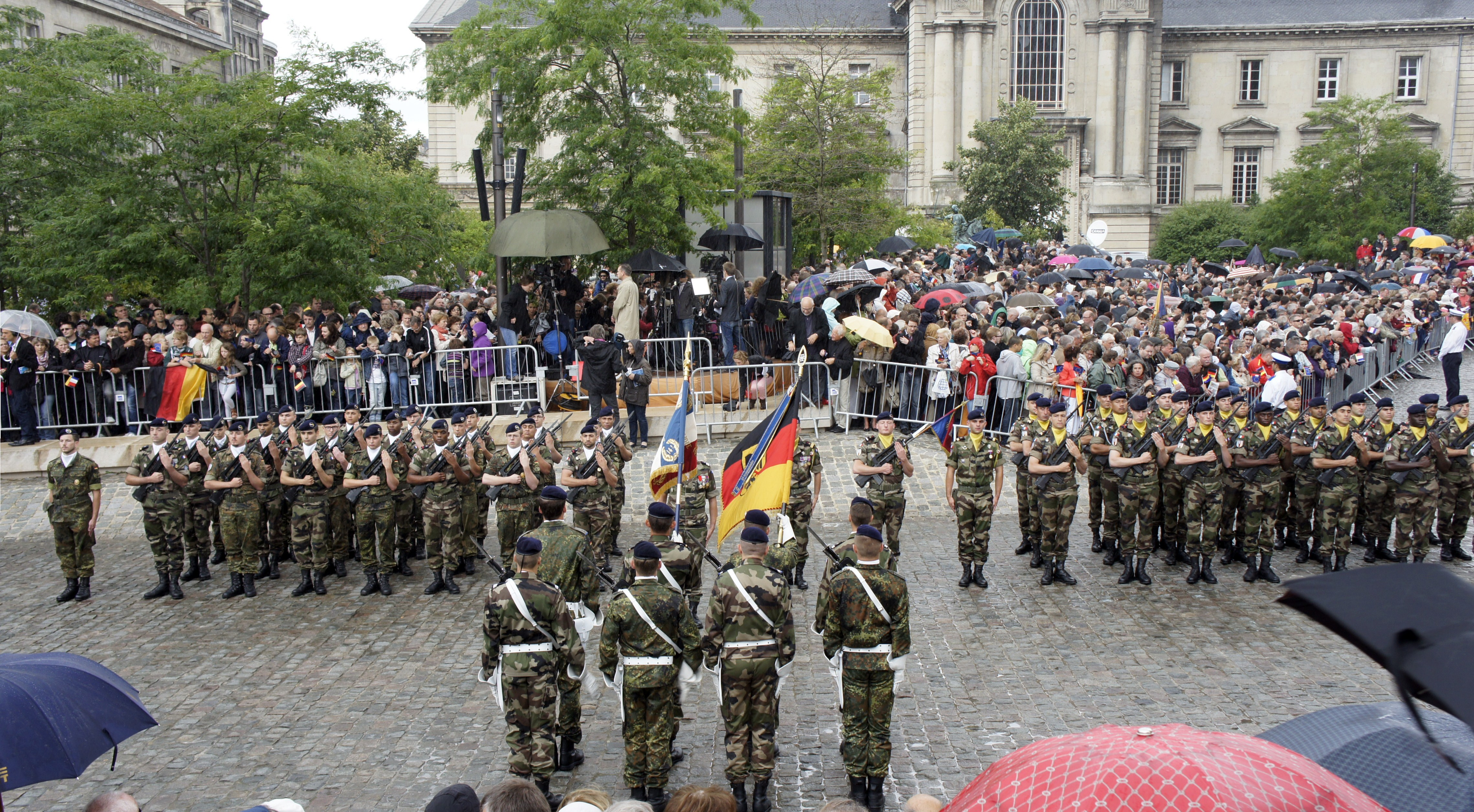
德法混合旅的旗幟。

德法混合旅大致上是以機械化部隊的形式編成；它的戰鬥單位包含一個裝甲偵察團、三個步兵單位以及一個炮兵營。後勤支援單位及旅本部的組織則均由兩國共同派遣部隊及人員組成。
以下列出德法混合旅的組織及下級單位。注意，單位隸屬國將由國旗標示，括號內則為單位駐紮地：
- 參謀本部，位於米爾海姆（德）
- 第3驃騎兵團（3e Régiment de Hussards，3e RH），位於梅斯（法）
  - 第1偵察連
  - 第2偵察連
  - 第3偵察連
  - 第4輕裝偵察暨反裝甲連
  - 第5補給支援連
  - 第6戰鬥勤務支援連
- 第1步兵團（1er Régiment d'Infanterie，1er RI），位於薩爾雷布爾（法）
  - 第1步兵連
  - 第2步兵連
  - 第3步兵連
  - 第4偵察暨戰鬥勤務支援連
  - 第5補給支援連
  - 第6戰鬥勤務支援連
- 第291獵兵營（Jägerbataillon 291），位於伊爾基爾克格拉方斯塔當（法）
  - 第1營本部暨補給連
  - 第2獵兵連
  - 第3獵兵連
  - 第4偵察連
- 第292獵兵營（Jägerbataillon 292），位於多瑙艾辛根（德）
  - 第1營本部暨補給連
  - 第2獵兵連
  - 第3獵兵連
  - 第4獵兵連
  - 第5重裝獵兵連
  - 第6戰鬥勤務支援連
- 第295炮兵營（Artilleriebataillon 295），位於施特滕阿姆卡爾滕馬爾克特（德）
  - 第1營本部暨補給炮兵連
  - 第2自走榴彈炮兵連，配備PzH 2000自行榴彈炮
  - 第3自走榴彈炮兵連，配備PzH 2000自行榴彈炮
  - 第4火箭炮兵連，配備M270多管火箭系統
  - 第5目標偵搜炮兵連
    - 氣象排

  - 第6基礎教育連
- 第550裝甲工兵連（Panzerpionierkompanie 550），位於伊門丁根（德）
- 後勤營（法語：Bataillon de Commandement et de Soutien／德語：Deutsch-Französiches Versorgungsbataillon），位於米爾海姆（德）
  - 第1營本部暨補給連（兩國共組）
  - 第2補給連（兩國共組）
  - 第3維護連（兩國共組）
  - 第4運輸連（德國負責）
  - 戰鬥勤務支援連（法國負責）
  - 德法混合旅參謀連（兩國共組）

## 法國未來的參與
德法混合旅並未出現於法國政府2013年的安全防衛白皮書中。該旅為何未列名於白皮書內以及法國未來是否繼續派遣部隊維持混合旅的運作都是未知數。

## 註記
1. ↑  .   [2008-02-23]. （原始内容存档于2008-02-20）.
2. ↑  .   [2008-02-23]. （原始内容存档于2007-12-12）.
3. ↑  International Herald Tribune, German battalion to be stationed in France （页面存档备份，存于）, February 7, 2009
4. ↑  Agence France-Presse. . Defense News. 31 October 2013  [2016-05-01]. （原始内容存档于2013-11-08）.
5. ↑  .   [2008-02-23]. （原始内容存档于2007-12-12）.
6. ↑  . Ministère de la Défense. 29 April 2013  [14 August 2013]. （原始内容存档于2013-05-02） （法语）.

## 外部連結
- (German) (French) Official website （页面存档备份，存于）